# Kucharz (film 1918)
Kucharz (ang. The Cook) – amerykański krótkometrażowy film niemy z 1918 roku w reżyserii Roscoe 'Fatty' Arbuckle, z udziałem Bustera Keatona.

## Obsada[1]
- Roscoe 'Fatty' Arbuckle
- Buster Keaton
- Al St. John
- Alice Lake
- Glen Cavender